# Спендер, Стивен
Стивен Гарольд Спендер (англ. Stephen Spender; 28 февраля 1909, Кенсингтон, Лондон, Великобритания — 16 июля 1995, Вестминстер, там же) — британский поэт, прозаик и эссеист.

## Биография
Родился в семье журналиста Гарольда Спендера. Учился в Университетском колледже и в Оксфордском университете, но не получил диплома и оставил образование в 1929 году, переехав в Гамбург, затем жил в Берлине и Вене, вернувшись на родину в 1933 году. В 1929 году начал работу над своим первым романом, «Храм» (англ. The Temple), который оставался неопубликованным до 1988 года; герой романа, не лишённый автобиографических черт, путешествует по веймарской Германии, открывая собственную сексуальность (тема однополой любви также широко представлена в книге) и наблюдая за угрожающим поворотом страны в сторону нацизма. В 1933 году опубликовал сборник стихотворений, в котором впервые высказал свой протест против социальной несправедливости, впоследствии ставший главной темой его творчества. В 1936 году вступил в Коммунистическую партию Великобритании, был известен как социалист и антифашист. В 1937 году отправился в Испанию, где в то время шла гражданская война, и вступил в ряды одной из интербригад; попал в плен к франкистам и некоторое время провёл в заключении. В 1938 году выполнил несколько переводов немецких классиков. С началом Второй мировой войны отчасти разочаровался в идеях коммунизма; не был призван на военную службу по причине проблем со здоровьем. С 1939 по 1941 год был редактором журнала Horizon. С 1942 по 1944 год состоял в рядах добровольной пожарной бригады Киркланда (одного из районов Лондона), тушившей пожары после немецких бомбардировок.
После окончания войны был сначала членом Союзной контрольной комиссии, занятой восстановлением гражданской власти в Германии, затем читал лекции по литературе в университетах Великобритании и США. В 1965 году стал первым не-американцем, получившим должность консультанта по поэзии при Библиотеке Конгресса США. В 1970 году стал, несмотря на отсутствие диплома, профессором английского языка в Университетском колледже Лондона, в 1977 году стал почётным профессором. В 1983 году был посвящён в рыцари. В последние два года жизни Спендер подал два иска против писателя Дэвида Ливитта, которого обвинял в использовании материала своей автобиографической книги в его романе; дело было урегулировано в досудебном порядке: Ливитт удалил из своей книги ряд эпизодов.

## Творчество
Наиболее известные произведения:
- «Poems» (1933),
- «Vienna» (1934),
- «Trial of a Judge» (1938),
- «The Still Centre» (1939),
- «Ruins and Visions» (1942),
- «Poems of Dedication» (1947),
- «The Edge of Being» (1949),
- «Collected Poems» (1955),
- «Selected Poems» (1965),
- «The Generous Days» (1971),
- «Dolphins» (1994).